# Zbelitov
Zbelitov är en ort i Tjeckien.   Den ligger i regionen Södra Böhmen, i den centrala delen av landet, 70 km söder om huvudstaden Prag. Zbelitov ligger 495 meter över havet och antalet invånare är 327.
Terrängen runt Zbelitov är platt. Runt Zbelitov är det ganska tätbefolkat, med 179 invånare per kvadratkilometer. Närmaste större samhälle är Milevsko, 2,3 km öster om Zbelitov. Omgivningarna runt Zbelitov är en mosaik av jordbruksmark och naturlig växtlighet.